# Jonesboro (Luizjana)
Jonesboro – miasto w Stanach Zjednoczonych, w stanie Luizjana, siedziba administracyjna parafii Jackson.